# استورم رید
استورم رید (به انگلیسی: Storm Reid) (زاده ۱ ژوئیه ۲۰۰۳) بازیگر آمریکایی است.
از کارهای معروف او می‌توان به بازی در فیلم اتفاقی از نسبت‌های یادبود اشاره کرد.

## فیلم‌شناسی

### فیلم
۱۲ سال بردگی (۲۰۱۳)
- شعبده‌باز (۲۰۱۶)
- اتفاقی از نسبت‌های یادبود (۲۰۱۷)
- چین‌خوردگی در زمان (۲۰۱۸)
- بیخیال نشو (۲۰۱۹)
- مرد نامرئی (۲۰۲۰)
- جوخه انتحار (۲۰۲۱)
- یک‌طرفه (۲۰۲۲)
- راهبه ۲ (۲۰۲۳)
- گمشده (۲۰۲۳)

### سریال
- سرخوشی (۲۰۱۹)
- وقتی آن‌ها ما را می‌بینند (۲۰۱۹)
- آخرین بازمانده از ما (۲۰۲۳)